# كارل أنطون فون ماير
كارل أنطون فون ماير (1795-1855) (بالإنجليزية: Carl Anton von Meyer)‏ هو عالم نبات روسي.